# Разімі Рамллі
Мухаммад Разімі бін Рамллі (малай. Muhammad Razimie bin Ramlli, нар. 6 серпня 1990, Батанг Мітус, Бруней) — брунейський футболіст, нападник клубу С.Ліги ДПММ та національної збірної Брунею.

## Клубна кар'єра
Разімі Рамллі розпочав виступи на футбольних полях в армійському футбольному клубі АБДБ в 2015 році, й уже в першому сезоні став одним із кращих бомбардирів клубу, відзначившись 12 забитими м'ячами, та став у першому ж сезоні виступів чемпіоном Брунею. У подальшому ще тричі підряд ставав чемпіоном країни, грав у складі АБДБ до 2019 року, зігравши в його складі 54 матчі, в яких відзначився 44 забитими м'ячами.
У 2019 році Разімі Рамллі став гравцем брунейського клубу ДПММ, який грає в сінгапурській С.Лізі. У першому ж сезоні він став у складі нової команди переможцем сінгапурської ліги. У 2022 році він у складі команди також став володарем Кубка Брунею.

## Виступи за збірну
З 2016 року Разімі Рамллі грає у складі національної збірної Брунею. У складі команди брав участь у матчах Чемпіонату АСЕАН та відбіркових матчах чемпіонату світу з футболу. На початок 2023 року зіграв у складі збірної 15 матчів, у яких відзначився 6 забитими м'ячами.

## Титули та досягнення
АБДБ
- Суперліга Брунею
  - Чемпіон (4): 2015, 2016, 2017—2018, 2018—2019
- Суперкубок Брунею
  - Володар (2): 2016, 2017
- Кубок Брунею
  - Володар (2): 2015, 2016

ДПММ
- С.Ліга
  - Чемпіон (1): 2019
- Кубок Брунею
  - Володар (1): 2022